# Intermission
Intermission er en irsk film fra 2003 instrueret af John Crowley, som fortæller en historie om et ungt par og folk omkring dem. Filmen foregår i Dublin i Irland og er filmet i en tv-drama stil med flere historier krydset over hinanden i løbet af filmen.
Mark O'Rowe skrev manuskriptet til denne sorte komedie, der er fastsat i Dublin, som er skudt i en dokumentar-agtig stil. Filmen havde et budget på $5,000,000 og havde premiere i Irland den 29. august 2003 og i Danmark den 30. april 2004.

## Handling
Lehiff (Colin Farrell) er en mindre kriminel, der altid er involveret i ballade. Så tidligt som i begyndelsen af filmen flirter han med en servitrice i en cafe, hvor han ender med at slå hende i hovedet og stjæler kontanter fra kassen. Lehiff nemesis, Garda Detective Jerry Lynch (Colm Meaney) præsenterer sig selv som en frelser, der kæmper for "scumbags" på Dublins gader, og hverver ved hjælp af Ben Campion (Tomas O'Suilleabhain), en ambitiøs film-mager og hans "vær-blødere" boss, der mener, Lynch er for væmmeligt et emne, til at blive vist i en mainstream "docusoap"-serie i irsk fjernsyn.
Ben har fået at vide at han skal koncentrere sin opmærksomhed på Sally (Shirley Henderson), der hjalp passagererne efter deres dobbeltdækkerbus væltede om. Sally er dybt usikker på hendes udseende, og bliver bitter, når hendes søster Deirdre (Kelly Macdonald) fremviser sin nye kæreste, Sam (Michael McElhatton), en midaldrende bankrådgiver, der har forladt sin kone efter 14 år, Noeleen (Deirdre O ' Kane), hvilket får hende til at stille spørgsmålstegn til hendes eget selvværd som kvinde og hustru.
John arbejder som assistent i et supermarked med den ubehagelige Mr. Henderson som chef.
Deirdre er Johns (Cillian Murphy) eks-kæreste, som er fuldstændig tabt uden Deirdre og vil gøre alt for at vinde hende tilbage. Således bliver han involveret i en absurd plan: kidnappe Sam, tvinge ham til at gå til sin bank, og få løsepenge. Denne plan involverer, Mick (Brian F. O'Byrne), den mand, der havde kørt bussen, der styrtede ned, og Lehiff. Som det kunne forventes, går det galt, da Sam, der har pengene, bliver angrebet af en rasende Noeleen på gaden. Mick og John flygter fra scenen, uden at modtage deres penge.
Mick bliver besat af at få hævn over den dreng, Philip (Taylor Molloy), som havde tyret stenen ind i hans forrude, der fik ham til at vælte bussen, han kørte (og for hvilket han blev fyret). Tingene går ikke helt sin vej, og han ender med at lære en bitter lektie. Hvad angår Lehiff, bliver han forfulgt af Lynch på en åben mark, og scenen ender ud i en konfrontation, der ender på en måde, ingen forventer.
Til slut er Noeleen og Sam i deres hus og ser fjernsyn, hvor Noeleen dominerende tvinger ham til at skifte kanal manuelt, i modsætning til ved hjælp af fjernbetjeningen.

## Medvirkende
- Colin Farrell som Lehiff. Ligesom mange af karakterne, der ses i filmen, har Lehiff et talent for at få problemer med loven. Hans karakter er ufuldstændig uden at gøre noget kriminelt, og bestemt mange, hvis ikke alle, af karaktererne i filmen virker helt dysfunktionelle og så ufuldstændig som han er, på deres egne måder.
- Cillian Murphy som John, Deirdre's tidligere kæreste
- Kelly Macdonald som Deirdre
- Colm Meaney som Detective Jerry Lynch
- Shirley Henderson som Sally
- Deirdre O'Kane som Noeleen
- Michael McElhatton som Sam, en midaldrende bankdirektør
- Tomas O'Suilleabhain som Ben Campion, en ambitiøs filmmager
- Brian F. O'Byrne som Mick, buschaufføren
- Ger Ryan som Maura, moderen

## Priser
Colin Farrell blev for sin rolle nomineret i 2004 til European Film Awards. John Crowley vandt i 2003 prisen for Galway Film Fleadh og 2004 British Independent Film Awards. Patrick Condren var nomineret i 2004 til Taurus World Stunt Awards. Filmen vandt IFTA Award i fire kategorier – herunder instruktør John Crowley og Mark O'Rowe for manuskriptet – og var nomineret i otte kategorier til denne pris.

## Modtagelse
Filmen blev godt modtaget af kritikerne. Rotten Tomatoes gav filmen en samlet bedømmelse på 73% baseret på 93 anmeldelser, med den kritiske konsensus, der beskriver filmen som "An edgy and energetic ensemble story (dansk: en kantet og energisk ensemble historie)". 
Bemærkede kritikere Roger Ebert og Richard Roeper gav filmen gode anmeldelser. Roeper beskriver den som "a likable film about nasty people (dansk: en god film om grimme mennesker".